# Les Aventures de Quicky
 (février 2014).
 (novembre 2021).
Les Aventures de Quicky est une trilogie de bande dessinée scénarisée et dessinée par Casanyes (ca), traduit de l'espagnol par Bender & Partner.

## Commerce
Ces trois albums ont été publiés par Nestlé dans un but publicitaire destiné à promouvoir Nesquik et augmenter la popularité de nouvelle sa mascotte Quicky.
- Le Mystère des orties a été édité en France par C.P.F. en 1995.
- L'Imposteur et Le Glaçon noir ont été édités en France par Nestlé France S.A.S. en 2003.

Pour obtenir un album, il suffisait d'envoyer des points et des timbres à une adresse indiquée.

## Albums
1. Le Mystère des orties (1994)
2. L'Imposteur (1996)
3. Le Glaçon noir (1998)

Les dates entre parenthèses sont celles des sorties en versions originales.

## Synopsis
- Le Mystère des orties.

Un mystérieux larron appelé « Bigger » enlève Karen, une amie de Oliver, un ours, et demande la formule de la boisson en guise de rançon.
- L'Imposteur.

Lors d'une grande fête parisienne donnée en l'honneur de Oliver, ce dernier est remplacé par un artiste du changement à la suite desquelles le ourse se  finnit en prison. Oliver exploit s'échapper, pendant ses amis vont alors commencer une véritable enquête.
- Le glaçon noir.

Des grenouilles blanches extraterrestres débarquent sur Terre et vident en quelques jours la production mondiale de lait. Oliver, ses amis, et Mr Nigel, un espion britannique à la retraite, vont vite découvrir que des bandits visant à faire fortune sur le lait synthétique sont derrière tout ça.

## Personnages
Présents dans les trois albums.
- Oliver.

Ours brun mascotte de Nesquik ; il parvient toujours de déjouer les plans du Baron Von Appetit.
- Tomy/Titi

Membre de la bande à Quicky, il est l'aventurier futé.
- Kevin/Aris

Membre de la bande à Quicky, il est le goinfre de service.
- Annie/Vicky

Membre de la bande à Quicky, elle est la rebelle sans peur.
- Nicolas/Richie

Membre de la bande à Quicky, il est l'inventeur de service.
- Reinette/Lucrecia

Membre de la bande à Quicky, c'est une grenouille.
- Jérémie/Oscar

Membre de la bande à Quicky, il est l'intellectuel de service.
- Claudia

Membre de la bande à Quicky, elle est la responsable de service.
- Baron Von Appetit

Le baron est souffrant d'une maladie l'empêchant de manger de bonnes choses. Il se venge en tentant de réduire le monde à son niveau.
- Gordon

Sbire du Baron Von Appetit ne pensant qu'à manger.
Présents dans un seul album
Le tome dans lequel le personnage apparaît est précisé à la fin de la description.
- Sir James

Ancient agent des services secrets britanniques, caricature de James Bond lorsqu'il était incarné par Sean Connery. Tome 3.
- Wiseman

Scientifique du Groenland. Tome 3.
- Gomme Atoutfaire

Illusionniste manipulé par le Baron Von Appetit. Tome 2.
- Renard

Haut ponte et ami du Baron Von Appetit. Tome 3.
- Omar

Sbire de Gordon. Tome 1.
- Mohamed

Sbire de Gordon. Tome 1.
- Charles

Valet de Sir James. Tome 3.

## Lieux de l'action
- L'action se déroule principalement en Europe et aux alentours, visitant de grandes capitales aux renommées internationales comme Paris, Londres, Amsterdam, ou Versailles mais également des régions comme la Bavière, la Loire, ou le Groenland. Le Caire est la seule ville non-européenne dans laquelle l'action se déroule.

- Le lieu d'habitat de la bande à Quicky n'est pas précisé mais il est clair qu'il se situe en Europe de par son architecture. On[Qui ?] peut ainsi présager qu'il s'agit de l'Espagne, pays d'origine de la bande dessinée en question.